# 塩坂越

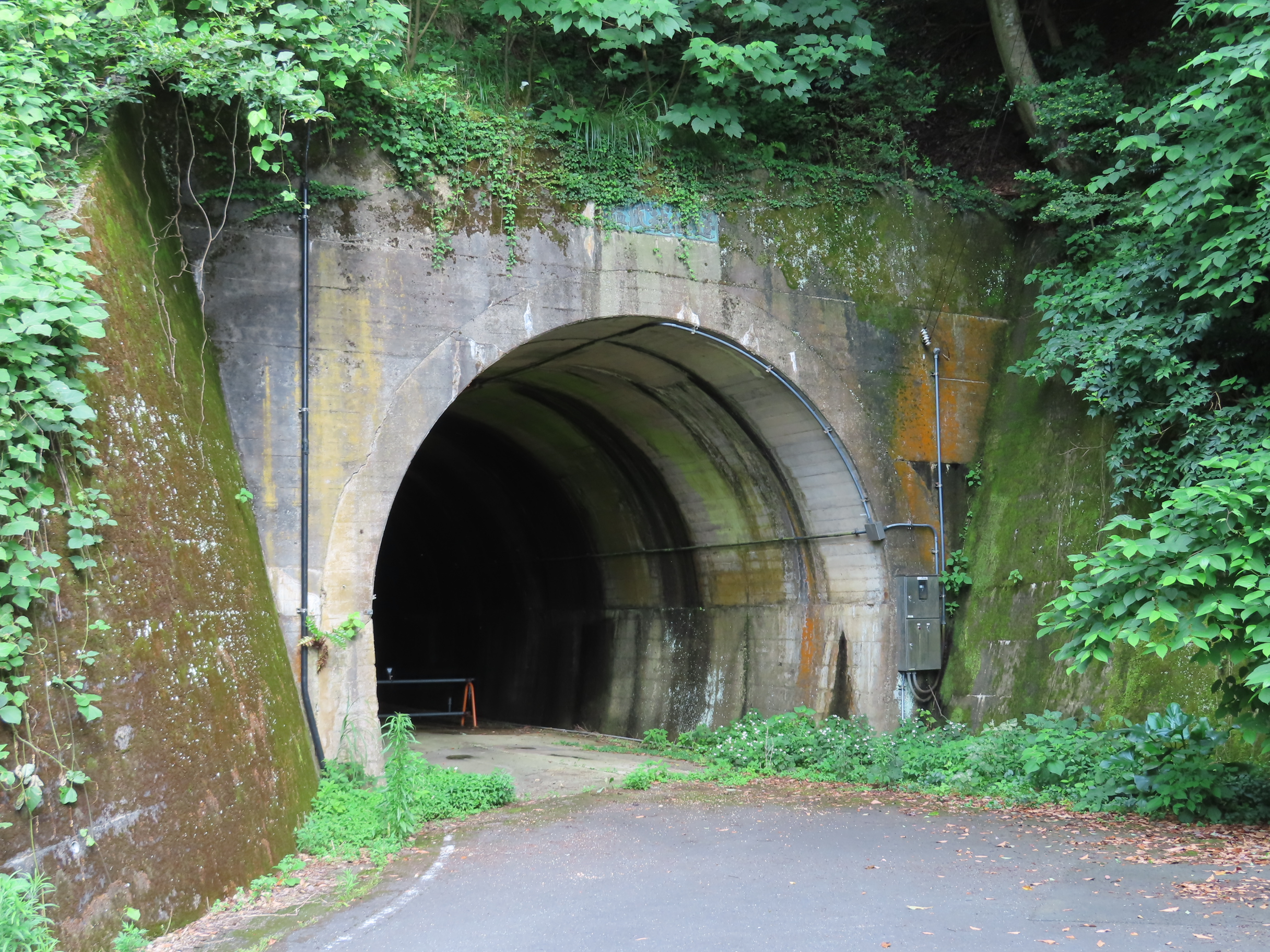
旧道にある塩坂越隧道

塩坂越（しゃくし）は、福井県三方上中郡若狭町内にある峠である。

## 概要
標高114mの福井県道216号上にある峠である。常神半島の根元、同名の集落の北側に位置する。この峠の名は塩坂越だが、「しおさかごえ」とは読まず「しゃくし」と読む難読地名である（「しゃくしごえ」とも読まない）。由来は諸説あるが、古くから製塩業が盛んな常神半島内の諸集落の住民が塩を背負い坂を越えたことからと言われ、読み方は長年の間に訛ったものが定着したとするものが有力である。峠よりも読み方のほうが知名度の高い峠である。
同名の集落が峠付近に存在する。

## 道路状況
現在は塩坂越トンネルが開通され、そこを福井県道216号が通っている。しかし沿道の塩坂越集落や塩坂越海水浴場側に旧塩坂越トンネルも現存しており、生活道路として利用されている。大正時代に開通した旧塩坂越トンネル以前の峠道は現存しておらず、実質ここを塩坂越と呼んでも差し支えない。県道側のトンネルは非常に高規格な片側1車線だが、旧トンネルは2.0車線から突如、1.4車線に狭窄する非常に珍しい構造をしている。

## 峠へのアクセス
- 国道162号 - 福井県道216号常神三方線 - 塩坂越